# Malin Ewerlöf
Malin Ewerlöf-Krepp (née le 2 juin 1972 à Gävle) est une athlète suédoise spécialiste du demi-fond. Mesurant 1,80 m pour 61 kg, elle concourait pour le Spårvägens FK. Elle détient actuellement le record de Suède du 800 mètres en 1 min 59 s 44 réalisés à Budapest lors des championnats d'Europe où elle finit deuxième.

## Biographie

### Palmarès
| Date | Compétition                            | Lieu          | Résultat | Épreuve       | Performance   |
| ---- | -------------------------------------- | ------------- | -------- | ------------- | ------------- |
| 1989 | Championnats du monde de cross-country | Stavanger     | 1re      | Course junior | 15 min 23 s   |
| 1990 | Championnats du monde juniors          | Budapest      | 3e       | 1 500 mètres  | 4 min 14 s 61 |
| 1991 | Championnats d'Europe juniors          | Thessalonique | 1re      | 1 500 mètres  | 4 min 15 s 43 |
| 1997 | Championnats du monde en salle         | Paris         | 7e       | 1 500 mètres  | 4 min 09 s 72 |
| 1998 | Championnats d'Europe en salle         | Valence       | 2e       | 800 mètres    | 2 min 03 s 61 |
| 1998 | Championnats d'Europe                  | Budapest      | 2e       | 800 mètres    | 1 min 59 s 61 |
| 1998 | Coupe du monde des nations             | Johannesburg  | 5e       | 800 mètres    | 2 min 02 s 61 |

### Records
| Épreuve      | Performance        | Lieu     | Date         |
| ------------ | ------------------ | -------- | ------------ |
| 800 mètres   | 1 min 59 s 44 (NR) | Budapest | 19 août 1998 |
| 1 500 mètres | 4 min 05 s 49      |          | 1997         |